# Baniu
Baniu – wieś w Rumunii, w okręgu Gorj, w gminie Borăscu. W 2011 roku liczyła 248 mieszkańców.